# بينديك باي
بينديك باي (بالنرويجية البوكمول: Bendik Bye)‏ هو لاعب كرة قدم نرويجي، ولد في 9 مارس 1990 في ستاينشار في النرويج. لعب مع نادي سوغندال لكرة القدم.

## وصلات خارجية
- بينديك باي على موقع اتحاد النرويج (النرويجية)
- بينديك باي على موقع قاعدة بيانات كرة القدم.إي يو (الإنجليزية)
- بينديك باي على موقع Soccerway.com (الإنجليزية)